# 我虽死去
《我虽死去》（英文名：Though I Am Gone），是中国导演胡杰于2007年推出的一部有关文化大革命的纪录片，该片讲述了文革“红八月”期间，北京第一个公开被打死的教育工作者卞仲耘（前北京师范大学附属女子中学副校长）的故事。该片荣获2008年香港首届“华语纪录片节”长片组冠军。

## 电影简介

### 故事背景
1966年5月，中国大陆爆发文化大革命。北京“红八月”期间，红卫兵运动逐渐升级。8月5日，北京师范大学附属女子中学的红卫兵将时任学校副校长卞仲耘打死、将副校长胡志涛打成重伤，而卞仲耘也是第一个在北京被打死的教育工作者。
1966年8月5日晚间，卞仲耘的丈夫王晶垚（任职于中国科学院）得到噩耗，赶到医院认领妻子卞仲耘的尸体。第二天，他用几个月的工资买了一部照相机，给妻子遗体照了多张照片。之前女学生们上门闹事，贴在家门口的标语、大字报，也全部被他摄入镜头。

### 剧情简介
该片在2006年拍摄完成，片长68分钟，主要由卞仲耘的丈夫王晶垚讲述自己和妻子投身革命的经历，以及关于卞仲耘之死的故事。片中，王晶垚和卞仲耘的大女儿王学回忆：那一天，父亲“痛不欲生，抱头趴在凉席上，席子被啃烂了一大块”。在拍摄过程中，导演胡杰、王晶垚及朋友有尝试联系十几位当年打人的参与者，但他们都始终拒绝接受采访。

该片在中国大陆属禁片。片名取自前苏联作家帕斯捷尔纳克长篇小说《日瓦戈医生》的尾声诗篇：
我虽死去
但三日之后就要复活
仿佛那水流急湍
也像那络绎的商队不断
世世代代将走出黑暗

承受我的审判

## 获奖情况
《我虽死去》于2008年获香港首届“华语纪录片节”长片组冠军，2009年被译为德语版（片名：“... nicht der Rede wert? Die Ermordung der Lehrerin Bian Zhongyun”）。此后，该片在2012年墨尔本国际电影节上展映。